# Сергеевка (Октябрьский сельсовет)
Сергеевка — упразднённое село в Кулундинском районе Алтайского края. Находилось на территории Октябрьского сельсовета. Точная дата упразднения не установлена.

## География
Село располагалось в 3,5 км к северо-западу от села Эстлань.

## История
Основано в 1907 году немецкими переселенцами из Причерноморья. До 1917 года менонитское село Троицкой волости Барнаульского уезда Томской губернии. Меннонитская община Гнаденталь. Численность населения по состоянию на 1926 год составляла 121 человек. В 1928 г. посёлок Сергеевка состоял из 22 хозяйств, в составе Эстонского сельсовета Ключевского района Славгородского округа Сибирского края, основное население — немцы.